# Nivel (videojuegos)

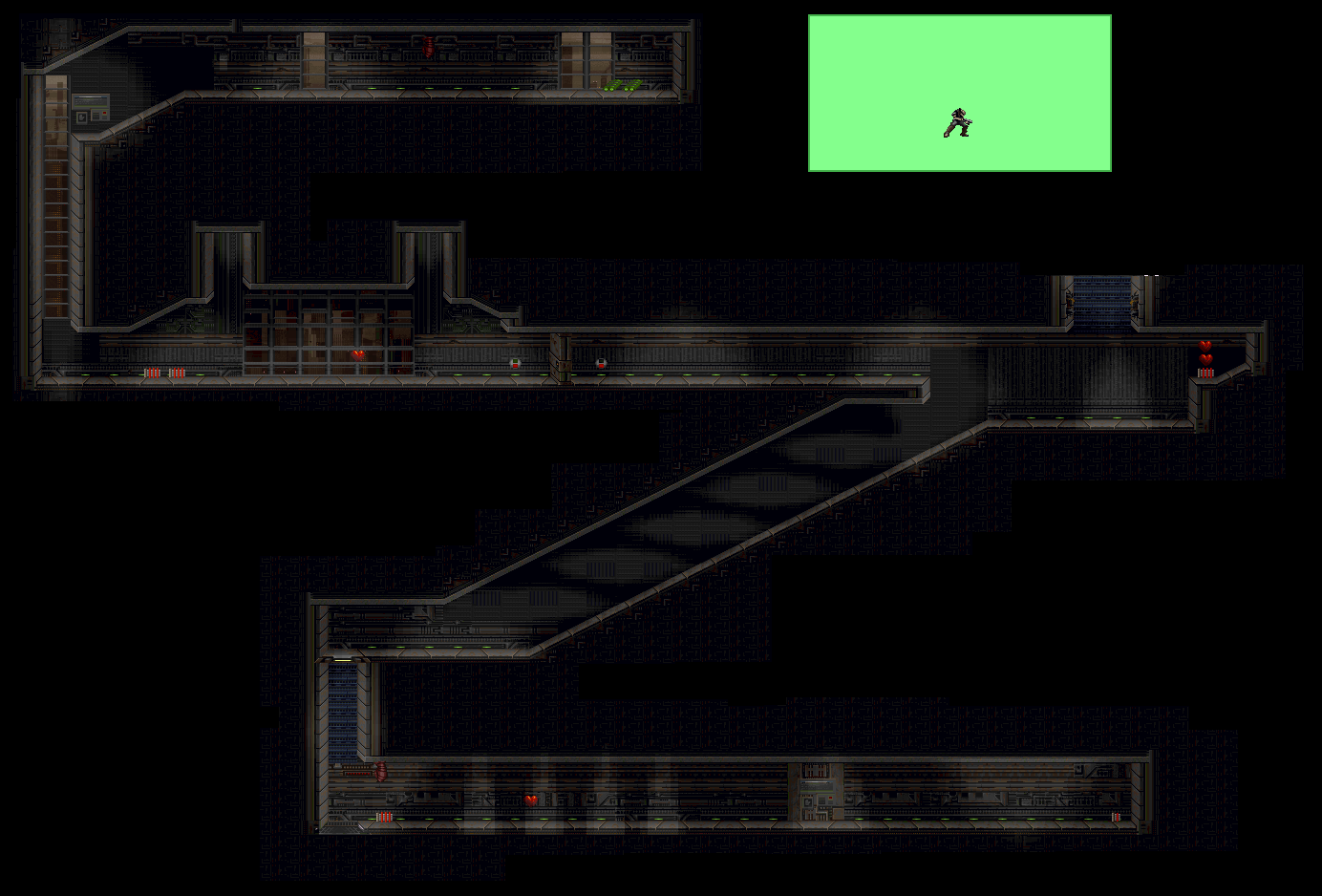
Imagen compuesta de capturas de un nivel del videojuego libre Abuse, un juego de aventura gráfica. En el fondo verde está el sprite visible en pantalla.

Un nivel, mapa, área, etapa, mundo, rack, tablero, pantalla o zona en un videojuego es el espacio total disponible para el jugador a la hora de completar un objetivo específico. Los niveles de los videojuegos suelen tener una dificultad que aumenta progresivamente para atraer la atención de jugadores de todos los tipos. Cada nivel muestra nuevo contenido y desafíos para mantener alto el interés de los jugadores.

## Historia
El uso de los niveles en los videojuegos data de Galaxian, un juego Matamarcianos de Namco lanzado en 1979 durante la era dorada de los videojuegos. El término nivel usado durante esta era de videojuegos de arcade representó una fase difícil o una sección definida de un juego determinado, por ejemplo, en Galaga (etapa 2) o Dungeon.
Otro temprano ejemplo del término nivel viene de los primeros juegos de rol, en el cual se refiere al nivel de una mazmorra. Los jugadores comenzaban en el fondo (nivel 1), y procedían a través de niveles numerados de cada vez mayor dificultad hasta que alcanzaban su libertad en la superficie, o comenzaban en la superficie (nivel 1), y procedían a través de niveles numerados de cada vez mayor dificultad hasta que alcanzaban el tesoro en el fondo.
Como los juegos cada vez está variándose y especializándose más, la terminología ha surgido en el diseño de niveles como forma abreviada para describir un tipo específico de sección de juegos o segmentos que se ven a menudo en ciertos géneros o se acomodan a diseños específicos de juegos.

## Descripción general
En los juegos con una progresión linear, los niveles son áreas de un mundo más grande. Los juegos también pueden ofrecer niveles interconectados, representando locaciones.
Cada nivel usualmente tiene un objetivo asociado, el cual puede ser tan simple como caminar del punto A al punto B. Cuando el objetivo es completado, el jugador usualmente se mueve al siguiente nivel. Si el jugador falla, usualmente lo vuelve a intentar en el mismo nivel o quizás retorne al inicio del juego. En juegos con múltiples jugadores humanos, el nivel podría simplemente terminar una vez que haya sido alcanzado un límite de puntos o de tiempo. No todos los juegos con múltiples tienen los niveles ordenados en una secuencia lineal; algunos juegos permiten al jugador revisitar niveles o completarlos en cualquier orden, algunas veces con un supramundo en el cual el jugador puede ir de un mundo a otro. Un ejemplo de esto es The Legend of Zelda.
Debido a limitaciones en la programación así como limitaciones en la memoria en la cual se almacenan los gráficos de computadora y el sonido se requirió que los juegos se dividieran en niveles si se querían ofrecer una gran variedad en el juego. La variedad en un entorno de juego no puede ser alcanzado sin un sistema de niveles, ya que el hardware no pudo contener en ese tiempo varios conjuntos de datos de juegos (como el plan de nivel o el tileset que define su apariencia) al mismo tiempo.
Algunos juegos modernos han tratado de obtener los beneficios de un sistema de nivel mientras que dan la impresión de que son continuos, es decir, un juego continuo en vez de uno con niveles. En estos juegos, la información requerida para el nivel siguiente ha sido cargada en la memoria en segundo plano a medida que el jugador se acerca a completar el nivel actual, en un proceso conocido como precarga.
Una ventaja practica de los niveles es que dividen el juego en secciones manejables, dando a los jugadores la oportunidad de descansar en intervalos periódicos. Los juegos pueden guardarse automáticamente en esos en esos intervalos y además que ayudan a crear un ambiente de suspenso.
Los niveles por lo general se presentan como 2D continuo o espacio 3D, pero en juegos como Super Mario Bros. 3, los espacios pueden estar separados, con alguna forma de teletransportación entre ellos. El espacio puede tener variaciones en la elevación y obstáculos físicos. El nivel ofrecerá generalmente entidades (generalmente caracteres) que comiencen algún tipo de procedimiento que ha sido activado por el jugador al situarse en un área particular o tal vez al interactuar con un objeto en el nivel.
Aunque el reto en un juego es a menudo para derrotar a algún tipo de carácter, los niveles se diseñan a veces con un movimiento de desafío, tales como un puzle de saltar, una forma de recorrido de obstáculos. Los jugadores deben juzgar la distancia entre las plataformas o salientes y saltar con seguridad entre ellos para llegar a la siguiente zona. Estos puzles pueden frenar el impulso hacia abajo para los jugadores de juegos de acción rápida; el penúltimo capítulo del primer Half-Life, Interloper, cuenta con múltiples plataformas móviles a gran altitud y enemigos disparando al jugador por todos lados.

## Terminología
| Término             | Descripción |
| ------------------- | --- |
| Acto/capitulo       | Un nivel que, junto con esta mayoría del resto del diseño del juego, están construidas y diseñadas para acomodar y sincronizar con una historia o narrativa existente proporcionada por un escritor (en oposición a la construcción de un nivel para medios más tradicionales, como por ejemplo para configuraciones de modos de juegos). |
| Área                | Un área se usa para definir un nivel que, literalmente, coexiste físicamente entre múltiples niveles, en el que el jugador puede progresar de un “nivel” a otro simplemente usando la física del juego. A pesar de que coexisten espacialmente, cada área presenta sus propios temas, recompensas y desafíos. El acceso a las áreas es a menudo diseñado para requerir el aprendizaje y la progresión obtenida de otras áreas. Un área que sirve como el único acceso directo a todas las otras áreas se le conoce como un "hub". |
| Board               | Un término arcaico usado en juegos de primera y segunda generación para representar cualquier tipo de cambio de fase que no puede ser clasificado como una onda o ronda. Usado en tiempos modernos para representar niveles en juegos estructurados en juegos de mesa o juegos de puzle en el cual todos los niveles comparten una geometría básica, tales como The Adventures of Lolo o Umihara Kawase. |
| Mazmorra/supramundo | un subconjunto de área o mapa, terminología la cual comúnmente es usada para describir el diseño de niveles “de hubs-a-areas”; en el caso de “supramundo” funciona como un hub a las “mazmorras”. El supramundo es a menudo diseñado para parecerse a un verdadero paisaje, repleto de civilización, economía, y diseño de terreno expansivo. El jugador puede acceder a la mazmorra desde el supramundo, que son áreas que desafían de manera más directa las habilidades del jugador, por lo general usando enemigos, exploración y puzles. Este formato de diseño es comúnmente visto en juegos de aventura y acción RPG, donde se originaron; se ha vuelto tan frecuente el concepto que los términos son usados incluso cuando los elementos de fantasía medieval no están presentes. El supramundo es también conocido como “mapa del mundo” |
| Episodio            | Usado en la publicación de juegos para describir una serie de niveles que han sido vendidos como un complemento extra para un juego que ya estaba en el mercado. También comúnmente referido como paquete de misiones. |
| Mapa                | Usado para describir arenas en juegos competitivos multijugador en el cual el modo de juego es fuertemente dependiente del diseño del terreno (tales como los juegos de estrategia en tiempo real y los videojuegos de disparos en primera persona multijugador). Este término también lo llevan a menudo los juegos de un solo jugador, también para describir los niveles con un alto grado o alcance en el diseño del terreno, o simplemente como la suma de todas las áreas del juego. |
| Misión              | A menudo usado para describir un nivel en modos de juegos basados en objetivos, en el cual la mayor parte de la acción toma lugar con todos metidos en un área o escenario, y la meta más importante del jugador es simplemente completar todos los objetivos en progresión central. Este término a veces es simplemente suplantado por el término “objetivo” Ocasionalmente, es un sinónimo para quest, en juegos MMO actuales y futuristas. |
| Ronda               | Usualmente se refiere a un diseño de juego en particular en el cual el desafío general se debe superar en más de un (hasta el infinito) intentos idénticos o casi idénticos. El desafío central y las reglas siguen siendo las mismas, y los cambios al modo de juego a través de las rondas se limitan a un aumento de las participaciones o de la dificultad. Es típicamente visto en juegos de pelea (es decir, rondas durante un combate de artes marciales), este concepto es también visto en puzle games, party games, y títulos que son manejados por minijuegos. Ellos pueden localizarse en un modo de juego en específico tales como un encuentro con un jefe el cual está dividido en rondas. |
| Etapa               | Similar a una oleada o ronda, una designación para niveles secuenciales: primera etapa, segunda etapa, etc. |
| Circuito            | Es el ambiente en el que ocurre una carrera. |
| Oleada              | Un nivel puramente definido por lograr matar a un número determinado de enemigos. El centro de este modo de juego es simplemente matar o sobrevivir a los enemigos presentes, con un modo de juego de pocos o ningún elemento para disminuirlos (como la exploración). |
| Mundo               | Una serie de nivel que giran y subsisten con el mismo tema, elementos y conceptos. Los mundos permiten a un diseñador propagar un tema específico en un modo de juego a través de varios niveles sin tener que crear un nivel que sea muy grande y difícil de manejar. Por ejemplo, varios niveles que contienen lava y llamas peligrosas las cuales serían parte de un “mundo de fuego”. |
| Zona                | Especialmente en juegos MMO, un área, mapa o mazmorra, el término zoning o pasar de zona es usado para describir el cambio de una zona a otra. En juegos como Darius, es similar a una oleada, ronda o área, una designación para niveles no secuenciales, como zona A, zona B, etc. |

Los diseñadores de juegos a menudo usan otros términos para adaptarse al tema del juego, tales como libro, campamento, piso, tierra, fase, habitación, etc. Los diseñadores también pueden evitar la actualidad usando la terminología de nivel, en su lugar se hace referencia a cada nivel solo por su título o localización (pueblo, ciudad, país, etc), por lo general para mantener una sensación de inmersión.
Choke point es un área pequeña que controla la transición entre niveles.
Focus node  es una localización de un recurso compartido, que incrementa la interacción del jugador.

## Diseño de niveles

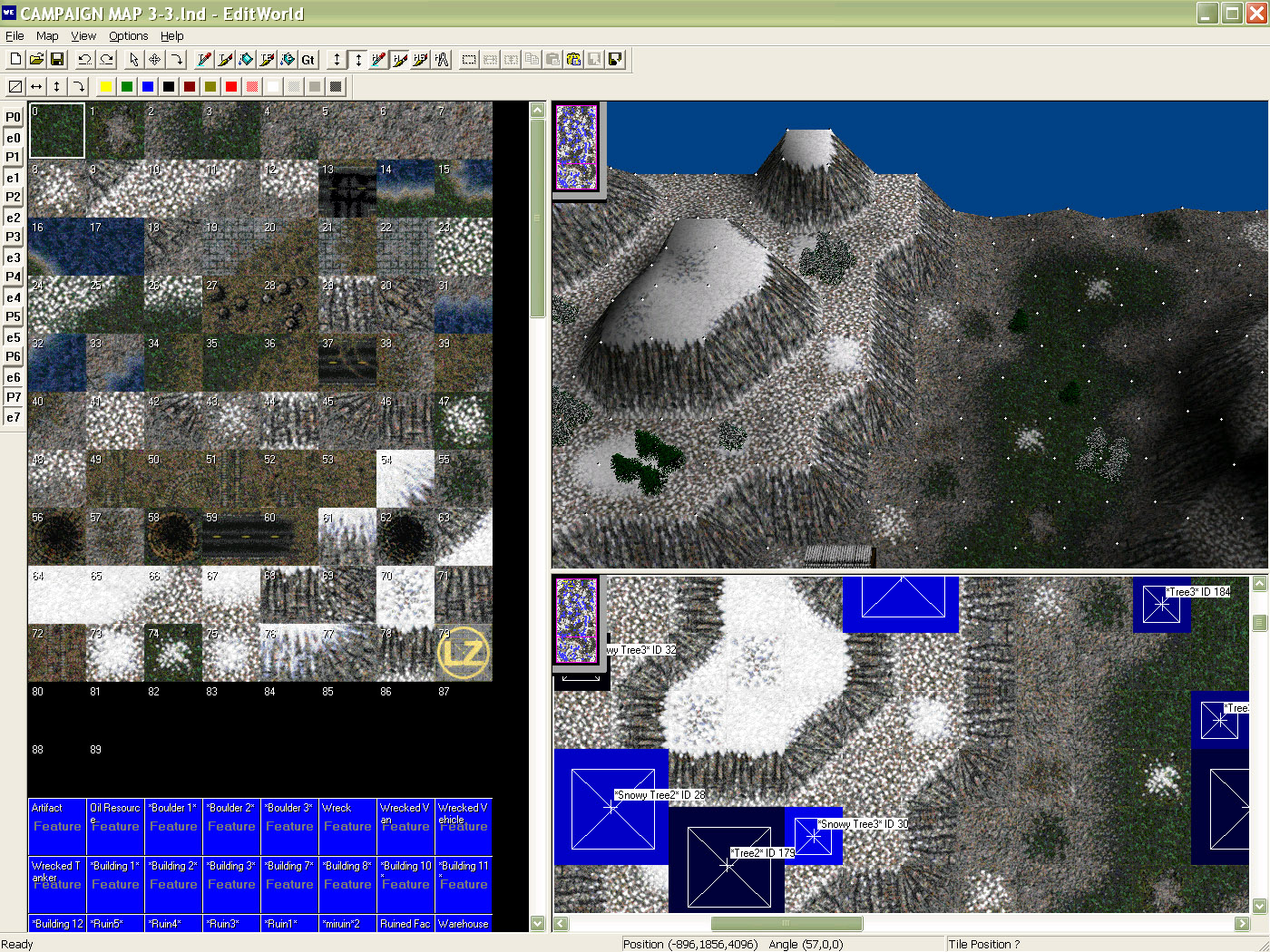
Diseñando niveles de un videojuego

Una persona que crea niveles para un juego es un diseñador de niveles o mapper, este último se utiliza con mayor frecuencia cuando se habla de Videojuego de disparos en primera persona donde los niveles se conocen normalmente como mapas. Los programas de computadora usados para crear niveles se denominan editores de niveles. A veces un compilador es requerido para convertir el formato de archivo fuente al formato de archivo usado por el juego, particularmente por los shooters de primera persona. El diseño de los niveles es un arte complejo que requiere considerar la apariencia visual, el rendimiento del juego, y el modo de juego. La creación de niveles en una parte integral de los mods.

## Niveles secretos
Un nivel secreto es un nivel que está oculto al jugador. A un nivel secreto se accede usualmente mediante la realización de acciones que un jugador normalmente no llevaría a cabo, sino por una increíble coincidencia o conocimiento previo (tales como saltar sobre un bloque siete veces y luego golpear al aire). En muchos casos, a los niveles secretos se acceden consiguiendo un objetivo o lugar escondido en algún nivel. Otras veces, se accede a un nivel secreto realizando un logro extraordinario (como en Super Smash Bros.), o realizando una tarea excepcionalmente larga (como en Sonic Adventure 2). A veces se puede acceder a un nivel simplemente mirando los créditos del juego (como en Call of Duty 4) o completando el juego.

## Fases extra
Una fase extra (también conocida como un nivel de bonificación o ronda bonus) es un nivel especial diseñado para recompensar al jugador/es, y típicamente le permite obtener puntos extra o potenciadores. A menudo una fase extra no tiene enemigos o peligros, aunque pueden tenerlos pero el personaje del jugador ser invulnerable a los ataques de ellos. Muchas fases extra necesitan ser activadas o descubiertas de alguna manera, o se abren bajo ciertas condiciones que deben ser satisfechas, algo que también ocurre con los niveles secretos. 
Algunas fases extra no son secretas pero sí son obligatorias, a menudo después de completar las misiones regulares. En algunos juegos, las fases extra tienen una interfaz y mecánicas de juego completamente distintas del juego principal, como en la fase extra de la máquina tragaperras de Super Mario Bros. 2. Otras fases extra usan las mismas mecánicas del juego principal, como en la del choque de vehículos de Street Fighter II o los de Super Monkey Ball en donde se recogen plátanos y se obtienen puntos extra. En la serie Bomberman también hay fases extra en las que la meta es derrotar a tantos enemigos como se pueda para ganar objetos y potenciadores.

## Minijuegos
Un minijuego o subjuego es un videojuego corto menudo contenido dentro de otro juego de vídeo, al que se puede acceder a través una ubicación o condición específica, en el juego regular. A veces se puede acceder a través de los menús en la pantalla del título del juego, ya sea todo el tiempo o después de haber sido desbloqueado. Un minijuego es siempre más pequeño o más simple que el juego en el que está contenido. Los minijuegos a veces pueden ser ofrecidos por separado gratuitamente para promover el juego principal. Algunos minijuegos pueden fases extra o niveles secretos. A veces jugar bien algunos minijuegos puedes obtener grandes recompensas que pueden ayudarte a jugar mejor el juego principal, por ejemplo: monedas del juego, potenciadores, curas, u otros ítems, mientras que otros minijuegos no ofrecen ninguna bonificación o recompensa y simplemente se juegan por diversión.